# Piece of love
「Piece of love」（ピース・オブ・ラブ）は、新谷良子の13枚目のシングル。2009年11月25日にLantisから発売された。

## 概要
自身としては初となる3曲ボーカル入りシングルの形でリリースされた。

## 収録曲
1. Piece of love [3:40] 
作詞：春和文、作曲･編曲：YoHsKE
  - ラジオ『アキバチック天国・スーパー』2009年12月期エンディングテーマ
2. Heartful [4:40] 
作詞：こだまさおり、作曲･編曲：川島弘光
3. ココロ off time [4:16]  
作詞･作曲･編曲：川島弘光

## 収録アルバム
| 曲名          | 収録アルバム  | 発売日        | 備考                  |
| ------------- | ------------- | ------------- | --------------------- |
| Piece of love | 『UNLOCKER!』 | 2011年6月22日 | 6thスタジオ・アルバム |